# Нипикло, Альфред
Альфре́д Нипи́кло (нем. Alfred Niepieklo; 11 июня 1927, Кастроп-Рауксель, Вестфалия — 2 апреля 2014, Кастроп-Рауксель, Северный Рейн-Вестфалия) — западногерманский футболист, один из результативных игроков в истории дортмундской «Боруссии».

## Биография

### Клубная карьера
Нипикло начал карьеру в команде «Кастроп-Рауксель».
В 1951 году Нипикло перешёл в дортмундскую «Боруссию», в которой продолжилась его основная карьера. В составе «Боруссии» Нипикло отыграл девять сезонов и в 1956 и 1957 годах становился чемпионом страны. Нипикло в составе «шмелей» был одним из лучших бомбардиров Западной Оберлиги, поскольку в сезоне 1955/56 он забил суммарно 34 гола. Нипикло вместе с Прайслером и Кельбассой составлял результативную атакующую линию, которая была известна в то время как «Три Альфреда».
Всего за дортмундскую «Боруссию» Нипикло сыграл 183 игры и забил 107 голов в Западной Оберлиге.

### Смерть
Скончался 2 апреля 2014 года в Кастроп-Раукселе в возрасте 86 лет.